# Teodoro de Mopsuestia
Teodoro de Mopsuestia (Antioquía, c. 350 - 428), también conocido como Teodoro el Intérprete o Teodoro de Antioquía, fue obispo de Mopsuestia (como Teodoro II, entre 392-428) y uno de los teólogos más representativos de la escuela de Antioquía.

## Biografía
Coincide con Máximo de Seleucia y San Juan Crisóstomo en la escuela del retórico Libanio y más tarde frecuenta la del filósofo Andragatio. Como la mayor parte de los grandes hombres del siglo IV siente verdadera inclinación hacia el ascetismo y vida contemplativa, hasta que, por fin, junto con el Crisóstomo abraza la vida monástica en un lugar próximo a la ciudad. 
En una crisis en la que los estudios teológicos y la vida ascética llegaron a hastiarle, tomó bruscamente la decisión de volver al primitivo estado y dedicarse a los tan añorados estudios jurídicos. Pero Teodoro vuelve de nuevo al monasterio quizá por secundar la voz de su conciencia, quizá por secundar los consejos de sus verdaderos amigos. El historiador Sozomeno ha visto en el retorno de Teodoro a la vida monástica una prueba fehaciente del talento persuasivo de Juan Crisóstomo (Hist. Eccl.: PG 67,1516-1517). 
El año 383, Teodoro es ordenado presbítero y predica en Antioquía. Sobresale como polemista infatigable que lucha contra los adversarios de la fe cualesquiera que éstos fueren: origenistas, arrianos, apolinaristas, etc. Por aquel entonces se agrupan junto a él, en el monasterio de Euprepios, Rufino de Aquileya; Juan, que más tarde será obispo de Antioquía; Teodoreto, futuro obispo de Ciro; y Barsumas, futuro metropolita de Nísibe. Entre los mencionados discípulos, un nombre llama poderosamente la atención, es el de Nestorio. No se puede determinar con certeza el modo cómo Teodoro ejerce su influencia en Nestorio, pero lo cierto es que la cristología de éste dista mucho de ser original. 
En el año 386, Teodoro va a Tarso, en donde vive con Diodoro, y escribe hasta el 392, año en que es consagrado obispo de Mopsuestia (Cilicia). Teodoro estuvo presente en el Concilio de Constantinopla (año 392), que zanjó la controversia entre Agapio y Badagio por la sede de Bostra. La ocasión de este sínodo fue la causa de que tanto el clero como el pueblo de Constantinopla escuchase y admirase el saber y la elocuencia de Teodoro. De su predicación en la Corte, cediendo a los ruegos del emperador Teodosio, nos informa Facundo (cfr. Pro defensione... 2,2: PL 67,563). En el año 418, Teodoro ofrece asilo a Julián de Eclana y a otros obispos pelagianos que habían sido expulsados por el papa Zósimo. Es probable que al dirigirse Nestorio a la sede constantinopolitana visitara a Teodoro, que murió a finales del año 428, antes, pues, de que estallase la controversia nestoriana, en la que su nombre y su doctrina se verían implicados.

## Escritos
No es de extrañar que la totalidad de los escritos que se conservan de Teodoro, considerado por los nestorianos como el «beatus interpres», las tengamos únicamente en versión siriaca. Tanto el nestoriano Ebedjesu (Assemani, Bibl. Or. III,30 ss.) como la Crónica Seertense (Patrologia Orientalis, 5,289-291) nos ofrecen el catálogo de las obras de Teodoro. La Biblioteca de Focio (cod. 38: PG 103,69) sólo da noticia de algunos escritos.

### Obras exegéticas
1. Comentario al Génesis (PG 33,633-646)
2. Comentario a los Salmos (R. Devreesse, Le commentaire de Théodore de Mopsueste sur les psaumes (1-80), en Studi e Testi 93, Roma 1939)
3. Comentario a los Doce Profetas Menores (PG 66,124-632)
4. Comentario a Samuel, Job, Eclesiastés, Isaías, Ezequiel, Jeremías y Daniel (PG 66, 697 ss.)
5. Comentario al Evangelio de Mateo (PG 66, 703-714)
6. Comentario al Evangelio de Lucas (PG 66, 716)
7. Comentario al Evangelio de Juan (J. M. Vosté, Theodori Mapsuesteni Comentarius in evangelium Johannis Apostoli, en Corpus scriptorum christianorum orientalium 115 (texto), 116 (versión), Lovaina 1940)
8. Comentario a los Hechos de los Apóstoles (cfr. E. v. Dobschütz, en «The American Journal of Theology» 2 (1898) 353-87
9. Comentario a las diez epístolas menores de Pablo (H. B. Swete, Teodori episcopi Mopsuesteni in epistolas B. Pauli commentarii, 2 vol., Cambridge 1880-82)
10. Comentario a Romanos, I y II, a Corintios y Hebreos (K. Staab, Pauluskommentare aus der griechischen Kirche, Münster 1933).

### Obras teológicas y ascéticas
1. Homilías Catequéticas (R. Tonneau, Les Homélies Catéchétiques de Théodore de Mopsueste, en «Studi e Testi» 145, Roma 1949)
2. De sacerdotio, Ad monachos y De perfectione (A. Mingana, Early Christian Mystics, en «Woodro-o-ke Studies» 7, Cambridge 1934)
3. Disputatio cum Macedonianis (F. Nau, Théodore de Mopsueste, Controverse avec les Macédoniens, en «Patrologia Orientalis» 9,637-667)
4. De Incarnatione (E. Sachan, Theodori Mopsuesteni fragmenta Syriaca, Leipzig 1869, 28-57)
5. De Basilio contra Eunomium (L. Abramowski, Ein unbekanntes Zitat aus `Contra Eunomium' des Theodor van Mopsuestia, «Le Muséon» 71 (1958) 97-104)
6. El Contra asserentes peccatum in natura insitum esse (E. Schwartz, en «Acta Conciliorum Oecumenicorum» 1,5,173-176)
7. Contra Apollinarem (E. Sachan, Theodori Mapsuesteni fragmenta Syriaca, Leipzig 1869, 60)
8. El Adversus Allegoricos, el Adversus magiam y el Liber margaritarum.

## Doctrina
Teodoro, aunque murió en paz con la Iglesia y no fue acusado de error por ninguno de sus contemporáneos, sostenía algunas posiciones que no eran compatibles con la verdadera fe de la Iglesia. Su doctrina cristológica fue condenada en el Concilio de Constantinopla del año 553 (Controversia de los Tres Capítulos). Conviene distinguir, a la hora de resumir su doctrina, diversos campos, ya que no goza en todos ellos de la misma autoridad. 

### Exégesis
Teodoro distingue dos grados de inspiración: uno es el de los libros sapienciales y otro es el que atribuye a los libros propiamente históricos. En cuanto al Canon de la Escritura, según Leoncio, Teodoro no admitía como libros canónicos: el de Job, Cantar de los Cantares, los títulos de los salmos, los dos libros de Paralipómenos y Esdras, la carta de Santiago y las epístolas católicas de otros apóstoles. En cuanto a los sentidos de la Escritura, Teodoro critica duramente el alegorismo de la escuela de Alejandría; juzga como deber primero del exegeta el constatar el sentido literal del texto sirviendo a este fin, como ninguna otra cosa, el conocimiento de las distintas circunstancias de la composición del texto. Teodoro admite el sentido típico de la Sagrada Escritura, máxime para textos del Antiguo Testamento en los que el hecho histórico descrito por el hagiógrafo no justifica el alcance de tales expresiones.

### Cristología
Enseña, contra la doctrina de Apolinar de Laodicea, la perfecta humanidad de Cristo, no desprovista de alma racional. Punto positivo, que se ve contrapesado por su tendencia a una posición en la que la unión de las dos naturalezas no es bien recogida. Se puede afirmar que la cristología de Teodoro desarrolla las tesis principales de Diodoro de Tarso. Enseña que las dos naturalezas de Cristo están «inmezcladas», ya que la mezcla solamente se realiza entre naturalezas iguales, idea esta, en sí acertada, pero que a él le lleva a afirmar una cierta separación. 
La humanidad de Cristo —dice— fue como la nuestra: no pecó, pero luchó contra las pasiones y la concupiscencia. Un «prosopon» es el que corresponde a la naturaleza humana y otro «prosopon» distinto es el que corresponde a la naturaleza divina. Admite dos sujetos de atribución en Cristo: el Verbo nacido del Padre desde la eternidad y Jesús nacido de la Virgen María en el tiempo. La perícopa bíblica «Verbum caro factum est» (Juan 1:14), afirma, no se puede entender de una conversión propiamente dicha, sino de algo que aparentemente se realizó. Trata, no obstante, de salvar la divinidad de Cristo (contra Arrio) y dice que la unión entre el Verbum assumens y el hominem assuptum es estrechísima, y la califica de unión eat`eudo-kian, es decir, unión según la voluntad. De esta unión resulta un «prosopon» o lo que es lo mismo: un querer, una virtud, una dignidad, una adoración. Ese «prosopon» de unión, resultante de la conjunción de las naturalezas humana y divina, no presupone, en el pensar de Teodoro, la unidad de persona física, es decir, la persona del Verbo, que sea sujeto único a quien se le atribuya cualquier acción ejercida bien por la naturaleza humana, bien por la naturaleza divina. Por consiguiente, dada la concepción deficiente que tiene Teodoro sobre naturaleza e hipóstasis, hay que admitir que personaliza cada uno de esos «prosopon» propios de cada una de las naturalezas. De ahí que, lógicamente, no admita la comunicación de idiomas, es decir, que lo que se afirma o predica de la naturaleza humana no se puede afirmar de Dios, y al contrario. Únicamente, Hijo significa a un mismo tiempo Verbo y hombre y es precisamente acerca del Hijo de quien puede afirmarse lo humana y lo divino. Por tanto, María es por naturaleza anthropotokos (madre del hombre) y únicamente es theotokos (madre de Dios) en sentido impropio, es decir, dado que en el hombre por ella engendrado habitaba Dios como en un templo.

### Pecado original
No es justo ver en Teodoro, como hace Mario Mercator, el verdadero fundador del pelagianismo (cfr. Comm. adv. haeresim Pelagii praef.). No obstante, Teodoro enseñó doctrinas que se acercan a las pelagianas en algún punto. Así en lo que respecto al pecado original ve en dicho pecado la causa de la muerte y de la inclinación hacia el mal, pero sin embargo, no es claro en lo que se refiere a la transmisión del pecado de origen por vía de generación.

### Catequesis
En cambio, las catequesis de Teodoro constituyen un documento de preciadísimo valor en cuanto a los temas sacramentarios y la teología ascética.